# احساس برتری
احساس برتری (به انگلیسی: Feel the Beat) یک فیلم سینمایی آمریکایی کمدی-درام و خانوادگی محصول سال ۲۰۲۰ به کارگردانی الیسا داون، نویسندگی مایکل آرمبرستر و شاون کو با بازی سوفیا کارسون، انریکو کولانتونی و ولفگانگ نووگراتز است.

## داستان
پس از عدم موفقیت در برادوی، اِپریل به زادگاهش بازمی‌گردد و با اکراه برای آموزش گروهی ناامید از رقصندگان جوان برای یک رقابت بزرگ، استخدام می‌شود.